# ヨルダンの国章
ヨルダンの国章（ヨルダンのこくしょう Coat of arms of Jordan, アラビア語: شعار لبنان）は、1934年8月25日に当時のトランスヨルダン政府の行政評議会が発した指令558号で定められた、ハーシム家のトランスヨルダン王の紋章（アラビア語: شعار الأردن）をもとにしている。この紋章は1921年にトランスヨルダン首長になったアブドゥッラー1世の求めに応じてデザインされていたが、国の正式な紋章としてデザインの詳細が定められたのは1934年の指令である。1946年には独立したヨルダンの国章となり、1982年2月21日には閣僚評議会が公式通知6号を発行し、文章により明細の説明を行った。

## 詳細
紋章はヨルダン王制の成り立ちを表す。紋章は外が赤いベルベットで中が白い絹の金縁のローブに包まれ、上にハーシム家の王冠を戴いている。赤は犠牲の色、白は純潔の色である。中央には、向かって右を向いた鷹（クライシュの鷹）が、金色の丸い盾の後ろにある青い地球の上に立つ。アラブ世界で尊ばれ様々な国の国章にもなっている鷹は、力や堂々とした様を象徴し、その翼は後ろにある旗（後述）に触れている。マリーゴールドの花の模様が描かれた盾は世界の真実や権利を守ることを象徴する。地球の青色は、世界にイスラム教が広がることを表す。
盾の後ろには様々なアラブ伝統の武器が二つずつ、左右対称になるよう両側に配されている。武器の内訳は、二本の金色の槍、二本の金色の刀、銀の矢と茶色の弓が二つずつ、そして旗が二つである。旗は上から黒・緑・白の水平三色旗で、旗竿側に赤い三角がある（ヨルダンの国旗同様のデザインであるが、白い星がないため、アラブ反乱旗を表す）。
盾の下には向かって左側に金色のコムギの穂が三本、向かって右側にヤシの葉があり、赤い帯でまとめられている。その下にはヨルダン最高の勲章「復興勲章」（Wisam al-Nahda、ダイアモンドをあしらった一等勲章）が吊るされている。麦の穂・ヤシの葉と勲章との間には金色の帯が配され、向って右に「アブドゥッラー・ビン・アル＝フセイン」（現国王アブドゥッラー2世）、中央に「ヨルダン・ハシミテ王国国王」、向かって左に「神からの助力と成功を望む者」とある。国王の名の部分は、1999年の現国王の即位の際に変更されている。

その他の国章